# Leandro Marques Guilheiro
Leandro Marques Guilheiro   (Suzano, 7 d'agost de 1983) és un judoka brasiler, guanyador de dues medalles olímpiques.

## Carrera esportiva
Va participar, als 21 anys, en els Jocs Olímpics d'Estiu de 2004 realitzats a Atenes (Grècia), on va aconseguir guanyar la medalla de bronze en la prova masculina de pes lleuger (-73 kg.), un metall que aconseguí revalidar en els Jocs Olímpics d'Estiu de 2008 realitzats a Pequín (República Popular de la Xina). Amb l'obtenció d'aquest segon metall olímpic es convertí en el primer judoka brasiler en guanyar medalles en dos Jocs Olímpics consecutius. El 2012 va disputar els seus tercers, i darrers, Jocs Olímpics, on fou setè en el pes de -81 kg.
Al llarg de la seva carrera també ha guanyat dues medalles al Campionat del món de judo, de plata el 2010 i de bronze el 2011, així com dues medalles en els Jocs Panamericans, d'or el 2011 i de plata el 2007.
El 2013 es va lesionar al genoll i es va haver de sotmetre a quatre intervencions quirúrgiques. En no classificar-se per disputar els Jocs de Pequín del 2020 va decidir retirar-se. Una vegada retirat passà a exercir d'entrenador.